# (3835) Короленко
(3835) Короленко (лат. Korolenko) — типичный астероид главного пояса, открыт 23 сентября 1977 года советским астрономом Николаем Черных в Крымской астрофизической обсерватории и 1 сентября 1993 года назван в честь русского писателя Владимира Короленко.

## Обнаружение и именование
(3835) Короленко
Открыт 23 сентября 1977 года в Научном Н. С. Черных.
Назван в честь русского писателя и публициста Владимира Галактионовича Короленко (1853—1921), чьи произведения наполнены демократическими и гуманистическими идеями.
Оригинальный текст (англ.)3835 Korolenko
Discovered 1977-09-23 by Chernykh, N. at Nauchnyj.
Named in honor of Vladimir Galaktionovich Korolenko (1853—1921), Russian writer and publicist whose works are filled with democratic and humanistic ideas.
Источники: DISCOVERY.DB; M.P.C. 22499.

## Орбита

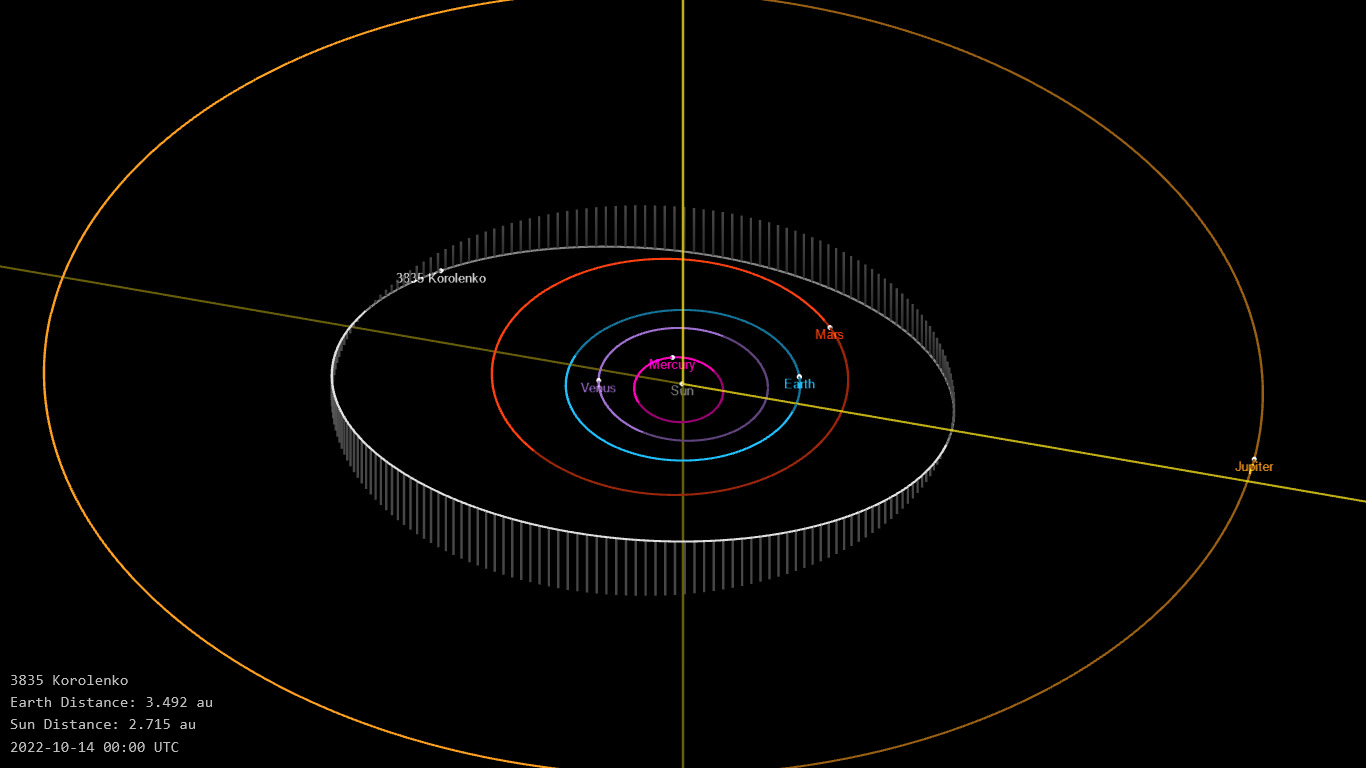
Орбита астероида Короленко и его положение в Солнечной системе

## Физические характеристики
Астероид относится к таксономическому классу S.
По результатам наблюдений в видимом и ближнем инфракрасном диапазоне космического телескопа NEOWISE диаметр астероида сначала оценивался равным 9,840±0,132 км, позже — 9,327±0,163 км. Согласно тем же источникам альбедо оценивается как 0,2193±0,0256 и 0,244±0,024.